# Лоренгау
Лоренгау (англ. Lorengau) — город в Папуа — Новой Гвинее, административный центр провинции Манус.

## Общая информация
Расположен на северо-востоке острова Манус. В городе находится всего несколько магазинов, небольшой рынок и школа. Недалеко от Лоренгау расположена одноимённая взлетно-посадочная полоса.

## Население
По данным на 2013 год численность населения города составляла 6131 человек.
Динамика численности населения города по годам:
| 1980  | 1990  | 2000  | 2013  |
| ----- | ----- | ----- | ----- |
| 4 547 | 5 804 | 5 829 | 6 131 |